# El Limoncito, Sinaloa
El Limoncito är en ort i Mexiko.   Den ligger i kommunen Culiacán och delstaten Sinaloa, i den västra delen av landet, 1 100 km nordväst om huvudstaden Mexico City. El Limoncito ligger 407 meter över havet och antalet invånare är 130.
Terrängen runt El Limoncito är lite kuperad. Runt El Limoncito är det ganska tätbefolkat, med 155 invånare per kvadratkilometer. Närmaste större samhälle är El Limón de los Ramos, 19,9 km söder om El Limoncito. I omgivningarna runt El Limoncito växer huvudsakligen savannskog.